# The Grub Stake Mortgage
The Grub Stake Mortgage è un cortometraggio muto del 1912 diretto da Allan Dwan

## Produzione
Il film fu prodotto dalla Flying A (American Film Manufacturing Company).

## Distribuzione
Distribuito dalla Motion Picture Distributors and Sales Company, il film - un cortometraggio in una bobina - uscì nelle sale cinematografiche USA l'8 febbraio 1912.